# Nuoto di fondo ai campionati europei di nuoto 2018 - 10 km maschili
La gara dei 10 km in acque libere maschile si è svolta nel pomeriggio del 9 agosto 2018 e vi hanno partecipato 38 atleti.

## Medaglie
| Posizione | Atleti            | Paese       |
| --------- | ----------------- | ----------- |
| Oro       | Ferry Weertman    | Paesi Bassi |
| Argento   | Kristóf Rasovszky | Ungheria    |
| Bronzo    | Rob Muffels       | Germania    |

## Risultati
| Pos. | Atleta               | Nazionalità   | Tempo     |
| ---- | -------------------- | ------------- | --------- |
|      | Ferry Weertman       | Paesi Bassi   | 1h49'28"2 |
|      | Kristóf Rasovszky    | Ungheria      | 1h49'28"2 |
|      | Rob Muffels          | Germania      | 1h49'33"7 |
| 4    | Marc-Antoine Olivier | Francia       | 1h49'34"7 |
| 5    | Matan Roditi         | Israele       | 1h49'36"2 |
| 6    | Matteo Furlan        | Italia        | 1h49'36"7 |
| 7    | Jack Burnell         | Gran Bretagna | 1h49'37"1 |
| 8    | Mario Sanzullo       | Italia        | 1h49'47"4 |
| 9    | Tobias Robinson      | Gran Bretagna | 1h49'47"5 |
| 10   | Alberto Martínez     | Spagna        | 1h49'49"7 |
| 11   | Kirill Belyaev       | Russia        | 1h49'51"6 |
| 12   | David Aubry          | Francia       | 1h49'52"0 |
| 13   | Pepijn Smits         | Paesi Bassi   | 1h49'52"3 |
| 14   | Dániel Székelyi      | Ungheria      | 1h49'53"3 |
| 15   | Simone Ruffini       | Italia        | 1h49'53"5 |
| 16   | Sören Meißner        | Germania      | 1h49'56"0 |
| 17   | Raúl Santiago        | Spagna        | 1h49'56"1 |
| 18   | Ventsislav Aydarski  | Bulgaria      | 1h50'40"5 |
| 19   | Logan Vanhuys        | Belgio        | 1h50'43"9 |
| 20   | Andreas Waschburger  | Germania      | 1h50'51"5 |
| 21   | Vít Ingeduld         | Rep. Ceca     | 1h50'51"7 |
| 22   | Ihor Chervynskyy     | Ucraina       | 1h50'58"4 |
| 23   | David Brandl         | Austria       | 1h50'59"6 |
| 24   | Evgenii Drattcev     | Russia        | 1h51'00"5 |
| 25   | Yuval Safra          | Israele       | 1h51'00"6 |
| 26   | Kirill Abrosimov     | Russia        | 1h51'20"5 |
| 27   | Rafael Gil           | Portogallo    | 1h51'21"3 |
| 28   | Pol Gil              | Spagna        | 1h51'49"3 |
| 29   | Caleb Hughes         | Gran Bretagna | 1h51'49"3 |
| 30   | Logan Fontaine       | Francia       | 1h52'09"9 |
| 31   | Shahar Resman        | Israele       | 1h52'12"0 |
| 32   | Matěj Kozubek        | Rep. Ceca     | 1h52'34"5 |
| 33   | Krzysztof Pielowski  | Polonia       | 1h53'00"2 |
| 34   | Tiago Campos         | Portogallo    | 1h54'04"9 |
| 35   | Tamás Farkas         | Serbia        | 1h54'25"4 |
| —    | Ivan Fratrič         | Slovacchia    | DNF       |
| —    | Dávid Huszti         | Ungheria      | DNF       |
| —    | Dimitrios Negris     | Grecia        | DNS       |